# Andreas Jensen (møbelsnedker)
 Der er flere personer med dette navn, se Andreas Jensen.
Jens Andreas Jensen (24. juli 1834 i København – 3. november 1915 sammesteds) var en dansk møbelsnedker og fabrikant, bror til Severin Jensen.
Andreas Jensen var søn af viktualiehandler Jens Jensen og hustru Anna født Hansen. Han kom som dreng i snedkerlære og uddannede sig væsentlig ved at arbejde 6 år som svend i udlandet (Berlin, Wien, Genf og Paris). Han arbejdede 1 år i Berlin, 2 år i Wien, 1 år i Genf og Italien og 2 år i Paris, hvor han arbejdede for den kejserlige hofsnedker. I den østrigske hovedstad tegnede han bl.a. for den danske arkitekt Theophilus Hansen. Han modtog et tilbud om kompagniskab under sit franske ophold, men afslog tilbuddet for i stedet at vende hjemad.
Efter sin hjemkomst gik han på Det tekniske Institut. Han var en dygtig tegner, og undervist af Vilhelm Tvede og Theodor Sørensen (der begge selv havde snedkerbaggrund) tegnede han bl.a. udkast til butiksindretninger mm. Dernæst etablerede han sig 1861 sammen med broderen Severin, og efter dennes død fortsatte han alene det kendte firma Severin & Andreas Jensen indtil 1900, hvor han optog brodersønnerne, snedkermester Carl Julius Poul Jensen og malermester Jens Johannes Jensen i firmaet. Førstnævnte sluttede sig til de bestræbelser der repræsenteredes i Forening for Kunsthaandværk, i hvis bestyrelse han nogle år havde sæde. Efter hans død ophævedes firmaet Severin & Andreas Jensen i 1927.
Også Andreas Jensen deltog i social virksomhed. Af regeringen blev han gjort til medlem af den såkaldte Arbejderkommission (1875-78), 1885 af Kommissionen angående sygekasser og arbejdernes ulykkesforsikring, og fra 1890 til 1898 var han oldermand for Københavns Snedkerlav, hvorefter han blev æresmedlem.
Han var også Ridder af Dannebrog (1892), Dannebrogsmand (1911) og ridder af Sankt Stanislaus Ordenen, medlem af bestyrelsen for Kjøbenhavns Brandforsikring, Haandværkerforeningen, Haandværkerbanken i Kjøbenhavn og af Fængselsselskabet i København. 1907 modtog han en medalje fra Fællesrepræsentationen for Industri og Haandværk.
Han er begravet på Assistens Kirkegård.
Han er tegnet af P.C. Bønecke (ca. 1895). Der findes også fotografier.